# 哈日诺日嘎
哈日诺日嘎，曾名哈鲁鲁湖，是位于中国内蒙古自治区呼伦贝尔市新巴尔虎左旗嘎拉布尔苏木西北的一个湖泊。其位置约在东经118°13′，北纬49°37′。湖面海拔540米，面积达1.5平方公里。该湖的沉积物主要为芒硝。哈日诺日嘎在蒙古语中的意思是黑色湖。